# Švábsko
Švábsko (německy Schwaben; latinsky Suebia nebo Suevia) je historické a jazykové území v Německu, zahrnující většinu dnešní spolkové země Bádensko-Württembersko (bez své severní třetiny území) a západní část dnešního Bavorska (vládní obvod Švábsko). Název je odvozen od germánského kmene Svébů.

## Historie
Ve středověku se zde nacházela Alamannie, útvar založený germánským kmenem Alamanů, z něhož později vzniklo Švábské vévodství, jehož součástí byla i dnešní rakouská spolková země Vorarlbersko, dále také Lichtenštejnsko, část dnešního Švýcarska a bývalý francouzský region Alsasko. Na celém původním středověkém území Švábska se dnes mluví alemanskými dialekty němčiny (tento název je odvozen od kmene Alamanů). Po rozpadu Švábského vévodství byla země nejednotná, jednotlivá švábská města se sdružovala do spolků, z nichž nejvýznamnější byl Švábský spolek. V 16. století byl ve Švábsku zřízen říšský kraj.

## Geografie

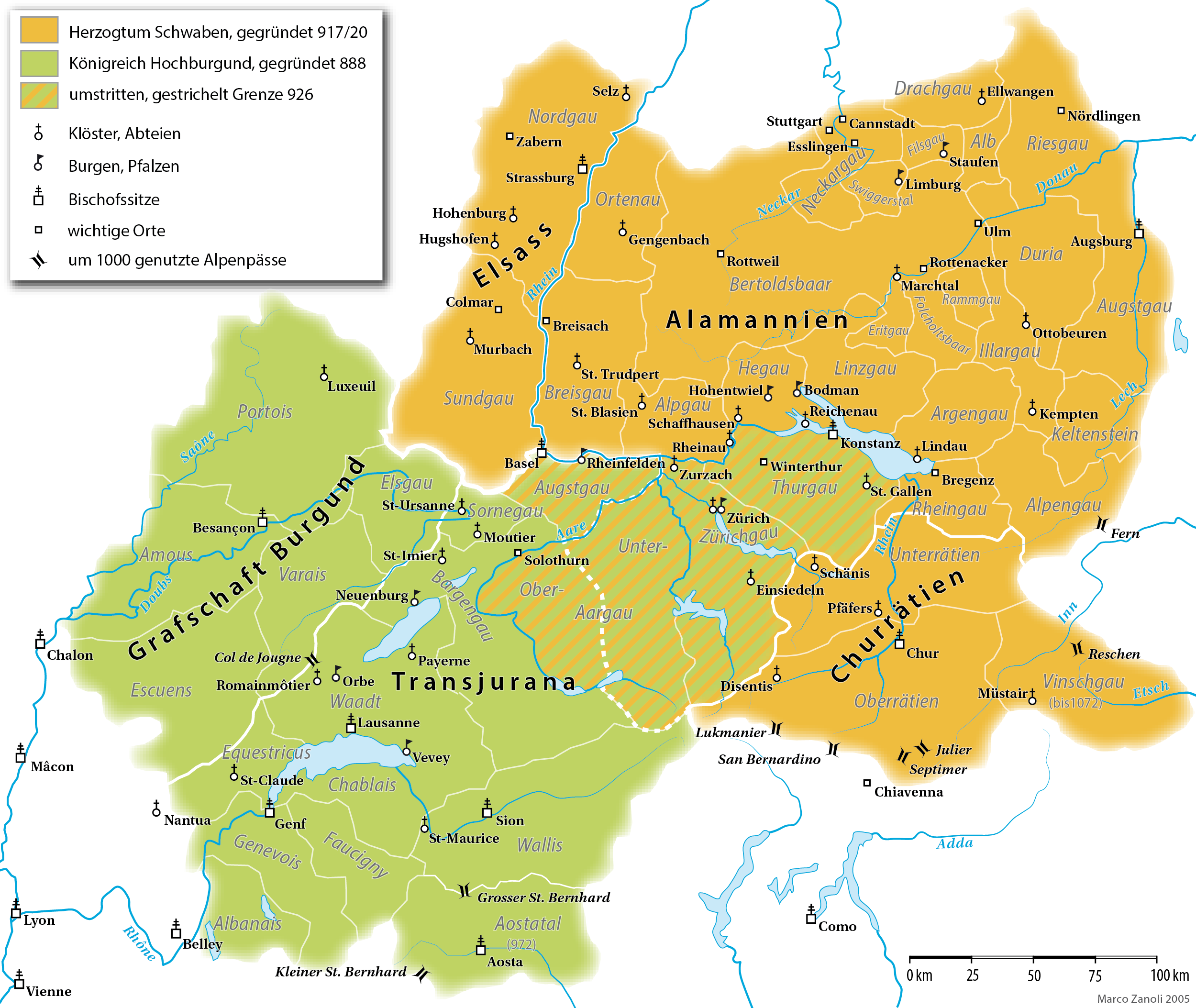
Švábské vévodství v 10. století, sousedící s královstvím Horní Burgundsko
Švábský říšský kraj ve Svaté říši římské
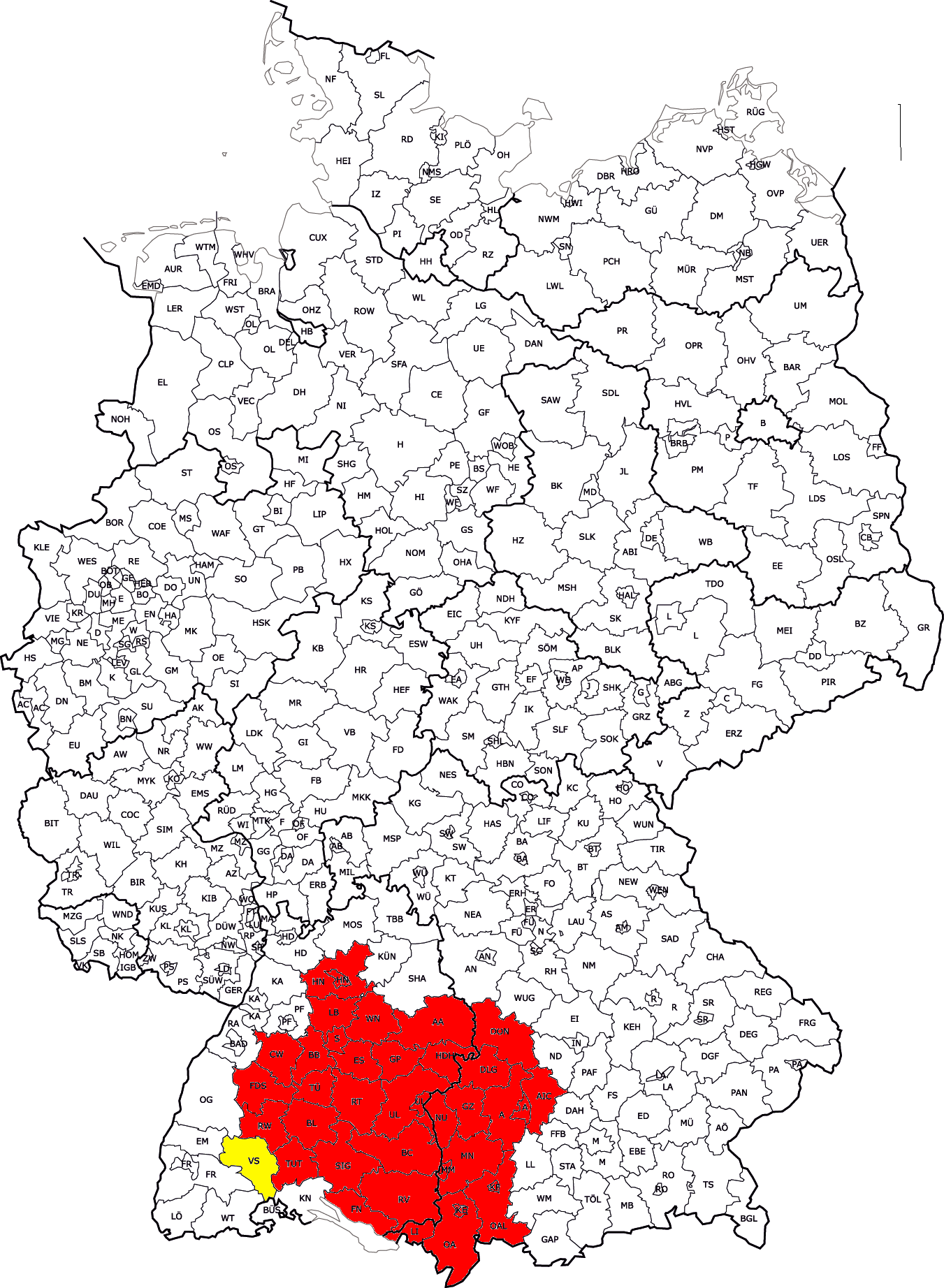
Švábsko v současném Německu
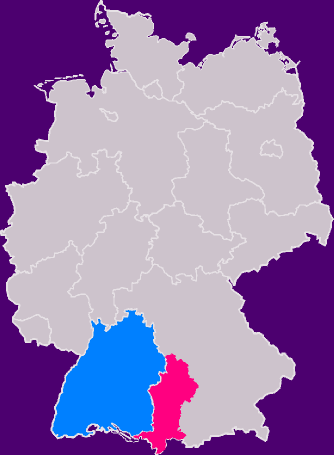
Spolková země Bádensko-Württembersko a bavorský vládní obvod Švábsko na mapě dnešního Německa